# Neocylloepus boeseli
Neocylloepus boeseli är en skalbaggsart som beskrevs av Brown 1970. Neocylloepus boeseli ingår i släktet Neocylloepus och familjen bäckbaggar. Inga underarter finns listade i Catalogue of Life.